# Estúdios Disney de 1922 a 1937
A história dos estúdios Disney de 1922 a 1937 é caracterizada por uma produção centrada exclusivamente em curtas-metragens de animação. O período começa em 1921, com a criação do primeiro estúdio de Walt Disney em Kansas City, o Laugh-O-Gram Studio, em atividade até 1923 e com a formação da Disney Brothers Studios em Hollywood. As primeiras produções do Laugh-O-Gram Studio foram Alice Comedies, seguido por Oswald the Lucky Rabbit (1927). Por causa de problemas com os direitos da produção de Oswald, a Disney criou um novo personagem em sua substituição, o Mickey Mouse. Com tal, a Disney revolucionou a indústria cinematográfica, inovando ao sincronizar imagem com o som. As inovações continuaram com a série de curtas-metragens Silly Symphonies, sendo a primeira produção em cores, devido ao processo Technicolor.
O período termina com o lançamento do primeiro longa-metragem de animação do estúdio, Snow White and the Seven Dwarfs (1937), seguido de outros longas-metragens, uma época denominada como a "primeira idade de ouro" da companhia.

## História

### 1922–1923: Criação do Laugh-O-Gram Studio

Cena do curta-metragem Alice Comedies.

A história dos estúdios Disney inicia-se com a série de curtas-metragens Alice Comedies, sendo produzido pelo primeiro estúdio fundado por Walt Disney em Kansas City no ano de 1922, o Laugh-O-Gram Studio. O estúdio teve um contrato no valor de 11 mil dólares estadunidenses para produzir seis animações baseadas em contos de fadas e histórias infantis. Entre os funcionários do estúdio destacam-se: Ub Iwerks, Hugh Harman, Rudolf Ising, Carman Maxwell e Friz Freleng.
Na primavera de 1923, Walt tinha uma ideia de associar animações com live-action, no intuito de popularizar o seu estúdio. Anteriormente, ele e seus animadores produziram o piloto de Alice Comedies, o filme Alice's Wonderland. No entanto, a empresa entrou em falência em julho de 1923.

### 1923–1927: Introdução da Disney em Hollywood e Oswald the Lucky Rabbit

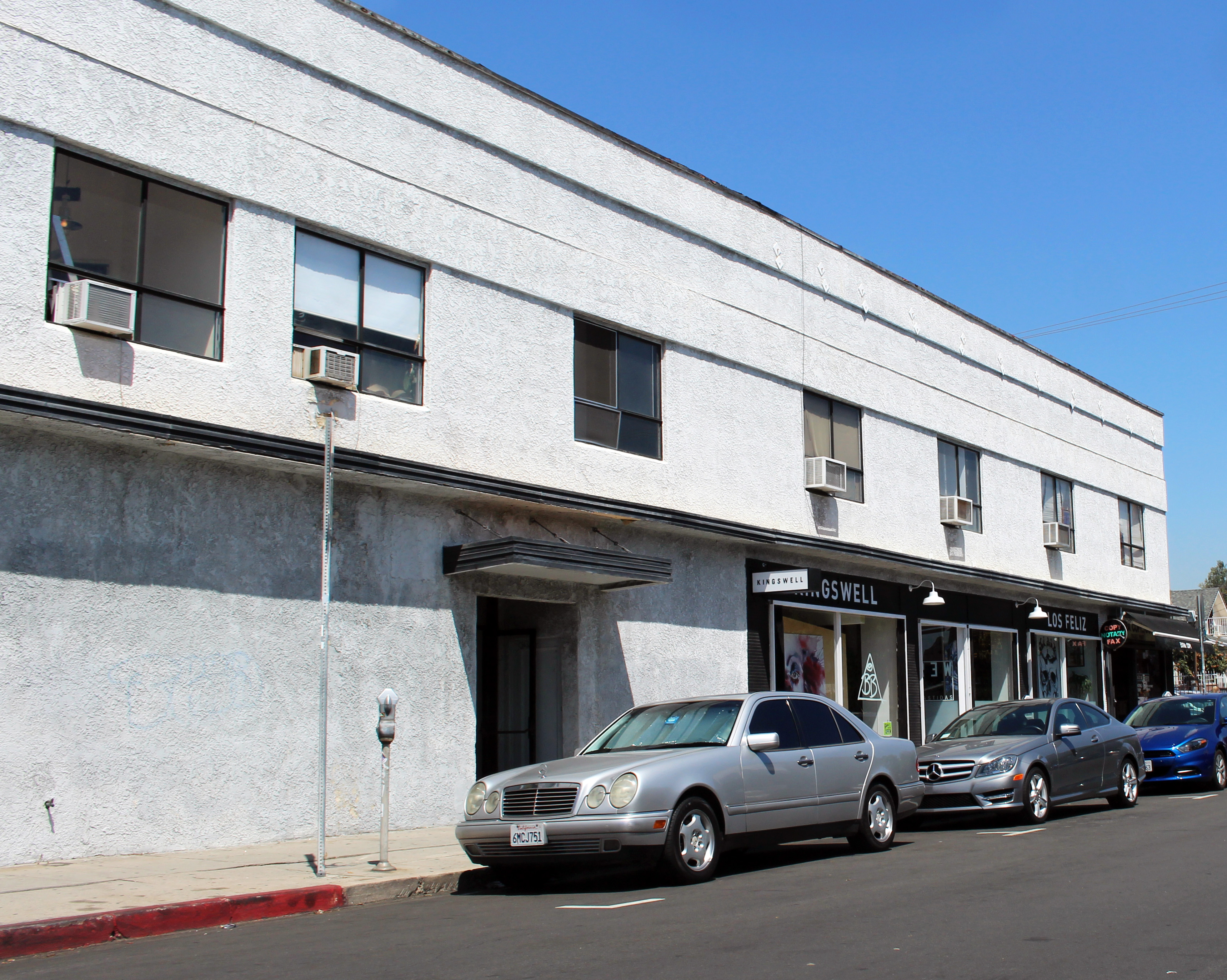
Edifício na Kingswell Avenue em Los Feliz, Los Angeles, Califórnia, onde a Walt Disney Company foi fundada como Disney Brothers Studios.

Em 1923, Walt e seu irmão Roy Oliver fundaram a Disney Brothers Studios, um estúdio de animação. Walt desfrutou de um contrato com a companhia Winkler Pictures, dirigida por Margaret Winkler e seu marido Charles B.  Mintz. Neste acordo foram incluídas seis produções de curtas-metragens, com adição de mais seis, e um filme a ser lançado no dia 15 de dezembro de 1923. A empresa conseguiu renovar o seu contrato por três vezes e produziu cerca de cinquenta episódios de Alice Comedies. Em 1925, a sede dos estúdios Disney foi transferida para Hyperion Avenue, no distrito de Silver Lake, em Los Angeles.
No mês de janeiro de 1927, Charles Mintz que produziu os últimos curtas-metragens de Alice Comedies, pediu à Walt, que criassem um coelho como novo personagem do estúdio. Ao decorrer do mês, foram enviados-lhes uma série de esboços com diferentes tipos de coelhos. Em 4 de março de 1927, Mintz assinou um contrato com a Universal Pictures para produzir 26 curtas-metragens. Oswald the Lucky Rabbit estreou em 1927, e tornou-se um grande sucesso. Confiante, graças ao sucesso da série e com o fim do contrato com Mintz, Walt foi para Nova Iorque em meados de fevereiro em 1928, para se encontrar com o Mintz e pedir-lhe para renovar seu acordo com os estúdios Disney. A Universal detinha os direitos da série, sendo Winkler uma mera intermediária que havia solicitado sua produção. Maureen Thomas e François Penz afirmaram que "Winkler roubou os direitos de Oswald da Disney".

### 1928: Criação do Mickey Mouse
Mickey Mouse protagonista da série de desenhos animados homônimo, foi criado em 1928 para tentar substituir o personagem Oswald, pois, Walt havia perdido os seus direitos. Em fevereiro de 1928, ele foi novamente para Nova Iorque com finalidade de negociar com Charles B. Mintz uma quota maior dos lucros de cada filme. Contudo, Walt ficou confuso — Leonard Mosley afirmou que [Walt] ficou "aborrecido com a falsidade, e de coração partido pela deslealdade" — quando o empresário lhe disse que não só queria cortar os custos de produção, mas também estaria contratando a maioria de seus principais animadores.
Walt deixou Nova Iorque em 13 de março de 1928, retornando à Los Angeles após três semanas de negociações.

### 1929–1934: Organização da empresa, inovação e internacionalização

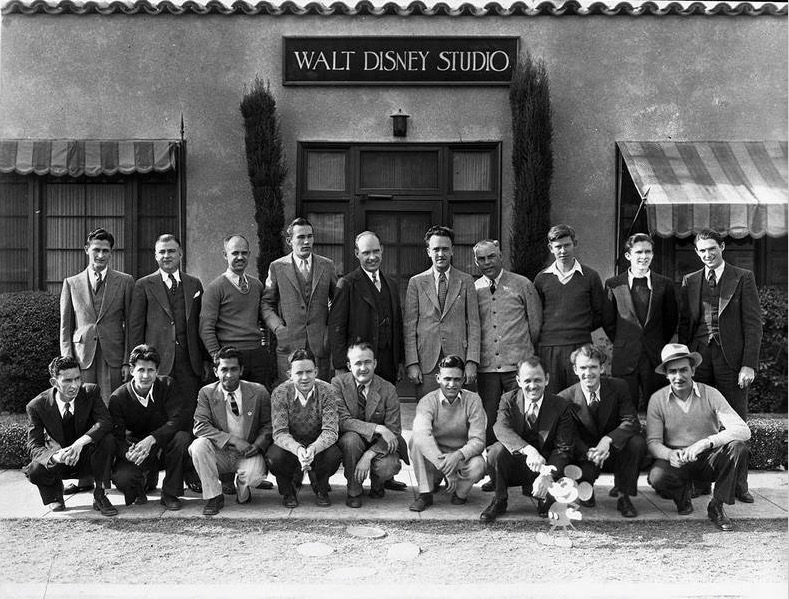
A equipe da Disney em frente ao seu estúdio na Hyperion Avenue em 1929.

Acerca de 1929, os estúdios Disney tinham poucos animadores que eram divididos em duas equipes:
- Uma de preferência para produzir Mickey Mouse; com Ben Sharpsteen, Burton Gillett, Jack King, Norm Ferguson, Dick Lundy e Merle Gibson.
- Outra destinada para os curtas-metragens de Silly Symphonies; com Ub Iwerks, Les Clark, Johnny Cannon, Wilfred Jackson e Jack Cutting.

Posteriormente, a equipe de produção expandiu-se em razão de garantir a importância da produtividade dentro do estúdio. Haviam dezesseis animadores para produzir o curta-metragem The Busy Beavers (1931). Em 1930, Roy Disney assinou um contrato com a companhia George Borgfeldt & Company, para produzir produtos dos mais famosos personagens do estúdio. Em 16 de fevereiro de 1931, a Motion Picture Association of America pediu aos estúdios Disney que reduzisse ou removesse os úberes de vaca das animações, que foram considerados superdimensionados e indecentes, inclusive os da personagem Clarabela. Walt em 1931, criou uma divisão de roteiristas que foi dirigida por Ted Sears e formada por alguns animadores. Esta divisão, segundo o mesmo, era para analisar os novos personagens das animações. Também foi criado em 15 de novembro de 1932, a Disney Art. School, uma escola interna para os animadores.
O estúdio começou a produzir em 1932, sob o impulso de Walt, os curtas-metragens da série Silly Symphonies com o novíssimo processo Technicolor. A primeira animação em cores foi o curta Flowers and Trees, que havia sido concluída, mas em preto e branco. Frank Thomas e Ollie Johnston explicam que o departamento de efeitos especiais da companhia no início da década de 1930 consistia em apenas dois animadores, Ugo D'Orsi e Cy Young, e por vezes um assistente. Em termos de som, Parade of the Award Nominees (1932) foi o primeiro curta-metragem da Disney a utilizar o sistema RCA Photophone, seguido por Santa's Workshop (1932) e Building a Building (1933).
Em dezembro de 1932, Topolino foi lançado na Itália, uma história em quadrinhos com o personagem Mickey Mouse. Em julho de 1933, a subsidiária Mickey Mouse Ltd. foi fundada em Londres, responsável por administrar as produções da Disney no mercado europeu. Durante o mês de julho de 1934, foi fundada em Paris a filial Mickey Mouse SA para o mercado francês. A filial italiana Creazioni Walt Disney S.A.I. foi inaugurada em 8 de maio de 1938.  Com a saída de Burton Gillett em 1934, Ben Sharpsteen foi nomeado o novo produtor de vários longas-metragens da Disney. Sharpsteen foi promovido ao cargo, devido ao seu trabalho em 97 dos 116 curtas-metragens produzidos entre 1929 e 1934 pelo estúdio.

### 1934–1937: Nascimento de um grande estúdio
Em meados da década de 1930, o estúdio produzia cerca de vinte curtas-metragens por ano sob contrato com a United Artists, o custo médio por produção era de 50 mil dólares com um lucro entorno de 120 mil dólares, arrecadando anualmente 660 mil somente com filmes. A empresa também recebia royalties por licenciamento de produtos derivados e, em 1937, a Disney assinou um contrato ainda mais favorável com a RKO Pictures. Porém, desde 1934, esta grande quantia de lucros estava sendo investida em muitos projetos, tanto técnicos quanto artísticos.
O contrato com a RKO cedeu à Disney maior liberdade e foi lançada várias séries de curtas-metragens, incluindo uma dedicada ao Pato Donald em 1937.

## Produções

### Curtas-metragens de animação
- 1922–1923: Laugh-O-Gram[39]
- 1924–1926: Alice Comedies[40]
- 1926–1928: Oswald the Lucky Rabbit[41]
- 1928–2013: Mickey Mouse[42]
- 1929–1939: Silly Symphonies[43]

### Longas-metragens de animação
- 1937: Academy Award Review of Walt Disney Cartoons[44]
- 1937: Snow White and the Seven Dwarfs[45]

## Análises

### Produções da década de 1920
Para Russel Merritt e J.B. Kaufman, os primeiros filmes da Disney produzidos na década de 1920, antes de Mickey Mouse e as Silly Symphonies têm a peculiaridade de não terem um sentido em particular, ou nenhum marco, e são resumidos por uma acumulação de elementos díspares. Os filmes feitos pela Laugh-O-Grams são bastante inovadores, mas tecnicamente muito próximos de Oswald the Lucky Rabbit e Alice Comedies.

### Impacto do Mickey Mouse
O curta-metragem Steamboat Willie (no Brasil, O Vapor Willie), lançado originalmente em 18 de novembro de 1928, foi a primeira animação sonora e o primeiro aparecimento do Mickey Mouse. Em menos de um ano, o personagem tornou-se uma das figuras mais reconhecidas nos Estados Unidos e internacionalmente. Felix the Cat foi então ofuscado por Mickey.
O premiado diretor Frank Capra em sua autobiografia The Name Above the Title: An Autobiography sobre Steamboat Willie, afirmou que as imagens e o som estavam muito bem sincronizados e que era novo e cativante. Neil Sinyard afirmou que nos anos 30, foi a década em que os padrões de animação evoluíram consideravelmente à medida que o estúdio se introduziu no campo das animações.

### Primeiros curtas-metragens em cores
Acerca de 1926, a Disney queria produzir curtas-metragens em cores, mas os processos técnicos da época eram muito caros e não se adaptavam a animação, o mais conhecido era o sistema Technicolor de duas bandas. Cerca de 1930, a Disney começou a produzir curtas-metragens em cores usando o processo Technicolor (em três tiras) no curta Flowers and Trees (1932), que estreou em 15 de julho no TCL Chinese Theatre. Em julho de 1933, a Disney conseguiu assinar um contrato de três anos com a RKO-UA para produzir Silly Symphonies apenas em cores, graças ao acordo exclusivo de cinco anos para a utilização do processo Technicolor. Em 1934, com o longo desenvolvimento do filme Snow White and the Seven Dwarfs, a série Silly Symphonies serviu como testes para aperfeiçoar as técnicas de animação do longa-metragem. Muitos anões e bruxas apareceram nos curtas-metragens durante este período, tal como em Babes in the Woods, entre outros.

### Produção de curtas-metragens após 1937
Para Neil Sinyard, a produção de curtas-metragens na Disney mudou a partir de meados dos anos 30, tornando-se menos fantasiosa, mais didática e idealista como em The Flying Mouse (1934) ou The Tortoise and the Hare (1935). Sinyard menciona que Walt estava indo para um novo desafio, o dos longas-metragens. Em 1941, o curta-metragem How to Ride a Horse lançou a sub-série estrelada por Pateta, How to Ride.... Durante a Segunda Guerra Mundial houve várias produções militares. O primeiro filme relacionado foi Four Methods of Flush Riveting (1942), produzido para o Lockheed Aircraft Corporation para treinar técnicos aprendizes nas fábricas de aeronaves. No início dos anos 50, a produção de filmes educativos surgiu com History of Aviation, trecho animado de Victory Through Air Power (1952). Em simultâneo, a produção de curtas-metragens diminuiu. Em 1959, com Donald in Mathmagic Land, o objetivo educacional foi intensificado. A obra foi era exibida nas escolas estadunidenses para "estimular o interesse do aluno pela matemática". Durante os anos 60, ainda foram produzidos alguns filmes com Pato Donald e Pateta, e até mesmo um filme que poderia ser autodenominado de "propaganda" visto que Family Planning (1967), apoiava o planejamento familiar.